# Galerie de vanitate
O galerie de vanitate este o galerie de artă care percepe o taxă artiștilor pentru a-și expune lucrările. Acest tip de galerie își câștigă cei mai mulți bani din taxele de participare plătite de către artiști, și nu din vânzarea lucrărilor de artă expuse. Unele galerii de vanitate percep o taxă pentru a considera o aplicație a artistului, în timp ce altele cer o sumă de bani doar artiștilor admiși pentru a organiza o expoziție. Galeriile de vanitate sunt considerate o formă de înșelăciune în mediul artistic.
Galeriile de vanitate sunt diferite de galeriile cooperative, numite și inițiative conduse de artiști - galerii artist-run -, sau galerii de asociație. Aceste galerii care sunt operate de artiști și își asigură resursele financiare necesare pentru organizarea unor expoziții și pentru publicitatea acestora din contribuțiile membrilor. Spre deosebire de galeriile cooperative, care își aleg cu atenție membrii, galeriile de vanitate vor expune pe oricine plătește. De exemplu, în 1981, reporterul Village Voice, Lisa Gubernick, s-a declarat artistă și „în 20 de minute” de la contactarea Galeriei de artă Keane Mason Woman a primit un contract de „720 USD pentru 5 metri de perete”.
Deseori, o galerie de vanitate va părea să aibă un proces de selecție și jurizare, în fapt toți aplicanții plătitori vor fi acceptați și expuși.
Galeriile de artă profesionale își obțin veniturile din vânzările de opere de artă și, prin urmare, au mare grijă să selecteze lucrările de artă și artiștii despre care cred că se vor vinde și, în același timp, vor spori reputația galeriei. Aceștia investesc timp și bani cultivând relații cu colecționari reputați. În modelul de afaceri al galeriilor profesionale principiul de bază este: dacă opera de artă se vinde, galeria face profit, iar artistul este apoi plătit.
Galeriile de vanitate nu au niciun interes real să vândă lucrările de artă expuse, deoarece au fost deja plătite de către artist. Galeriile de vanitate nu sunt selective pentru că nu au nevoie să fie. Mulți artiști profesioniști recomandă artiștilor emergenți să evite să expună lucrări în acest tip de galerie, în primul rând deoarece criticii profesioniști tind să le evite.

## Motive să nu expui în galerii de vanitate
1. Costuri: acest aspect reprezintă cea mai mare înșelăciune legată de galeriile de vanitate. Diversele taxe (taxă de apliacare, taxă de participare, taxe de transport, taxă de protocol etc.) precepute de galerie pentru o participare pot fi ridicate. Dacă, totuși, dispui de resursele financiare și vezi expoziția ca o oportunitate de marketing fi atent la clauzele contractuale de expunere astfel, încât să beneficiezi de toate resursele de marketing pe care le achiziționezi.
2. Marketing deficitar: deoarece organizatorii expoziției de vanitate și-au obținut banii de la artiști nu mai au niciun interes în a promova expoziția sau artiștii participanți. Astfel, e posibil să fi cheltuit o sumă considerabilă pentru participarea la o expoziție de artă dar să nu ai lucrările etichetate cu numele tău, să nu fie publicat niciunde lista nominală a artiștilor participanți să nu se organizeze un eveniment de vernisaj relevant etc.
3. Reputația: Multe galerii de vanitate au reputația aceasta în lumea artei. Deseori dacă un artist are în CV o participare expozițională la o galerie de vanitate este posibil ca galeriile profesionale și serioase să refuze colaborarea cu acesta.[6]

## Aspecte la care să fii atent (red flags):[2]
1. Solicitarea unor taxe de înscriere sau participare la expoziție. O galerie serioasă niciodată nu va solicita bani de la artist.
2. Promisiuni nerealiste și garanții de succes. Dacă ceva pare a fi prea bun, deseori nu este. O galerie serioasă nu va oferi garanții și promisiuni de succes.
3. Refuzul întocmirii de contracte cu artiștii. O galerie serioasă ar trebui să pună la dispoziție o documentație serioasă astfel, încât toate părțile să cunoască toți termenii colaborării.
4. Comunicare deficitară. Dacă galeria nu răspunde promt, la obiect și profesional la întrebările adresate poate fi un semn de neseriozitate.
5. Lipsa de transparență despre taxe și comisioane. O galerie serioasă trebuie să informeze artistul despre toate taxele, impozitele și comisioanele practicate înaintea semnării contractelor de expunere.